# Otto Vollbracht
Otto Adolf Vollbracht (* 1855 oder 1856 in Mühlhausen/Thüringen; † 24. Mai 1935 in Wiesbaden) war ein deutscher Jurist und Präsident des Landgerichts Wiesbaden.

## Leben
Otto Vollbracht absolvierte ein Studium der Rechtswissenschaften, war im Juni 1878 Referendar beim Appellationsgericht Halberstadt und legte 1883 das Zweite juristische Staatsexamen im Bezirk des Oberlandesgerichtes Naumburg ab. Im Dezember 1887 zum Amtsrichter beim Amtsgericht Kölleda ernannt, kam er im Juli 1894 als Richter zum Landgericht Naumburg und wurde dort im März 1898 zum Landgerichtsrat ernannt.
1902 wechselte er zum Landgericht Aachen, wo er im Juni des Jahres Landgerichtsdirektor wurde. Im Oktober 1910 kam er in gleicher Funktion zum Landgericht Neiße. Am 5. Dezember 1916 wurde seine Versetzung an das Landgericht Wiesbaden verfügt, wo er zum 1. April 1917 seine Arbeit als Präsident des Gerichtes aufnahm.
Am 18. Februar 1923 wurde Vollbracht zusammen mit 60 weiteren höheren Justizbeamten von der französischen Besatzungsmacht aus dem besetzten Rheinland ausgewiesen. Er verzog nach Frankfurt und führte von dort aus die Geschäfte als Landgerichtspräsident weiter. Aus gesundheitlichen Gründen wurde er vor Erreichen der Altersgrenze beurlaubt und trat seinen Dienst nicht mehr an. Zum 1. April 1924 wurde er in den Ruhestand verabschiedet.

## Auszeichnungen
- 1912: Roter Adlerorden IV. Klasse
- 1914: Geheimer Oberjustizrat
- 1918: Roter Adlerorden III. Klasse mit Schleife